# Notarislamp

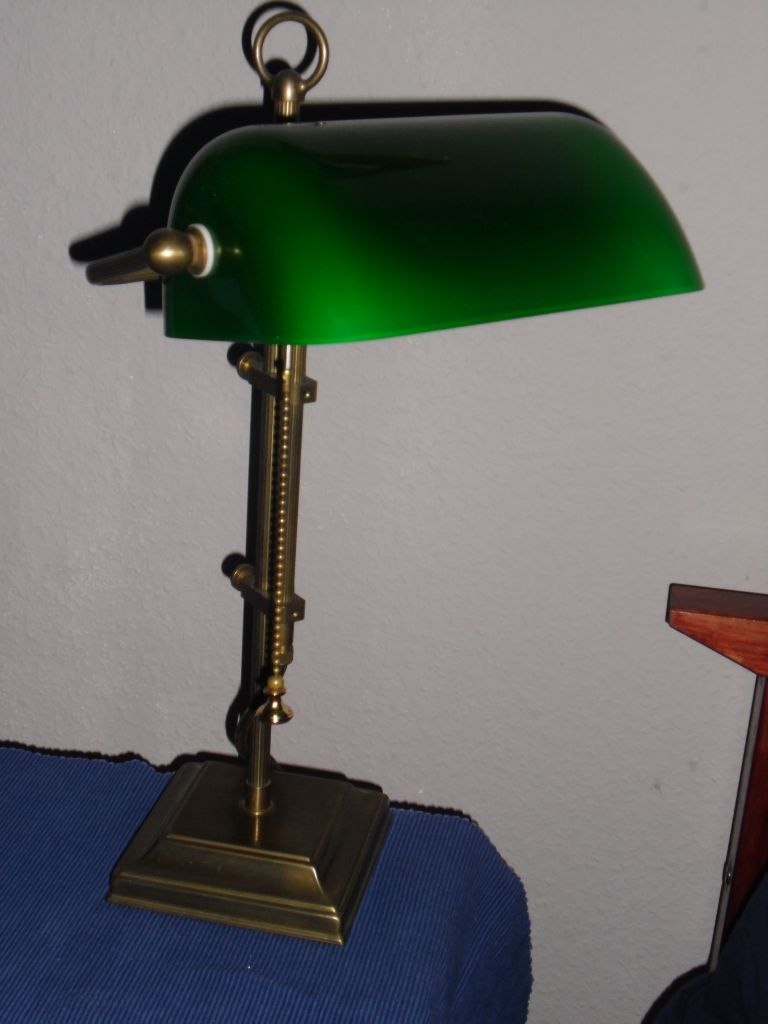
Klassieke notarislamp

Een notarislamp (ook: bankierslamp) is een type bureaulamp uit het begin van de 20e eeuw.
Dit type lamp werd ontwikkeld aan de Oostkust van de Verenigde Staten, toen de elektrificatie van dit gebied geleidelijk op gang kwam.
Het armatuur bestaat uit een messing voet en een glazen lampenkap die uit twee lagen bestaat: Groen aan de buitenkant, en wit aan de binnenkant. Op het bureau valt dan een helder wit licht, terwijl het oog van de overige aanwezigen een zacht en aangenaam groen schijnsel ervaart. De lampenkap staat verticaal opgesteld.
Gewoonlijk wordt het licht aan- en uitgeschakeld met een trekschakelaar.
Het eerste patent ten aanzien van deze lamp stamt uit 1901 en stond op naam van Harrison D. McFaddin. De lampenkappen werden aanvankelijk vervaardigd door de firma J. Schreiber & Neffen uit Rapotín in Moravië.
De eerste bureaulampen van dit type werden verkocht onder de merknaam Emeralite, en latere concurrenten gebruikten merknamen als: Greenalite, Verdelite en Amronlite.
Ook tegenwoordig is dit type lamp weer populair, zij het soms ook in andere kleuren dan groen.